# Mus crociduroides
Mus crociduroides (Миша суматранська) — вид роду мишей (Mus).

## Поширення
Зустрічається тільки в гірського ланцюга вздовж західної Суматри, Індонезія. Вертикальні межі чітко не визначені, але типова місцевість знаходиться на 3050 м над рівнем моря.

## Екологія
Цей вид живе в дощових гірських лісах.